# Associazione Calcio Napoli 1928-1929
Questa voce raccoglie le informazioni riguardanti l'Associazione Calcio Napoli nelle competizioni ufficiali della stagione 1928-1929.

## Stagione
La stagione 1928-1929 fu la 3ª stagione del Napoli nel campionato italiano.
La FIGC decise di riformare il campionato ammettendo trentadue squadre (sedici per girone); si sarebbero qualificate al primo campionato di Serie A a girone unico solo le prime otto di ogni girone. Il Napoli quindi dovette rinforzarsi in modo da essere tra le migliori otto del proprio girone, alla fine arrivò ottavo a pari merito con la Lazio e si dovette giocare uno spareggio fra le due compagini. La partita finì 2-2 e si sarebbe dovuto giocare una seconda gara di spareggio, ma la FIGC decise di allargare il campionato a diciotto squadre riammettendo alla Serie A Napoli, Lazio e Triestina, nona nell'altro girone.
Capocannoniere della squadra fu Attila Sallustro che segnò ben ventidue reti.

## Divise
| Prima divisa | Divisa portiere |

## Organigramma societario
Area direttiva
- Presidente: Giovanni Maresca Donnorso di Serracapriola[4]

Area tecnica
- Allenatore: Otto Fischer, poi Giovanni Terrile

## Rosa

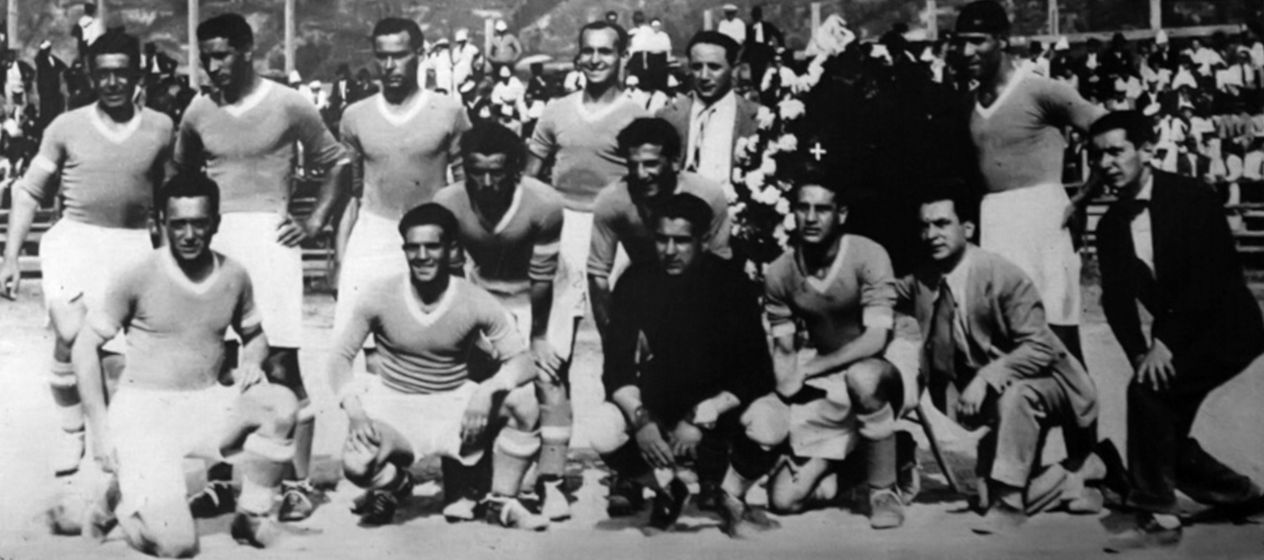
L'undici azzurro che batté l'Ambrosiana per 4-1 il 9 giugno 1929

| N. |                   | Ruolo | Calciatore          |
| -- | ----------------- | ----- | ------------------- |
|    | Italia (bandiera) | P     | Armando Favi        |
|    | Italia (bandiera) | P     | Vittorio Pelvi      |
|    | Italia (bandiera) | P     | Archimede Valeriani |
|    | Italia (bandiera) | D     | Paulo Innocenti (C) |
|    | Italia (bandiera) | D     | Giuseppe Piccolo    |
|    | Italia (bandiera) | D     | Vittorio Scacchetti |
|    | Italia (bandiera) | C     | Carlo Buscaglia     |
|    | Italia (bandiera) | C     | Nicola Cassese      |
|    | Italia (bandiera) | C     | Letterio Catapano   |
|    | Italia (bandiera) | C     | Roberto Di Martino  |
|    | Italia (bandiera) | C     | Camillo Fenili      |

| N. |                   | Ruolo | Calciatore         |
| -- | ----------------- | ----- | ------------------ |
|    | Italia (bandiera) | C     | Domenico Gariglio  |
|    | Italia (bandiera) | C     | Pino Ghisi         |
|    | Italia (bandiera) | C     | Gontrano Innocenti |
|    | Italia (bandiera) | C     | Vittorio Ramello   |
|    | Italia (bandiera) | C     | Giuseppe Rizza     |
|    | Italia (bandiera) | C     | Adamo Roggia       |
|    | Italia (bandiera) | C     | Sandro Tiburzi     |
|    | Italia (bandiera) | C     | Biagio Zoccola     |
|    | Italia (bandiera) | A     | Ernesto Ghisi      |
|    | Italia (bandiera) | A     | Piero Pampaloni    |
|    | Italia (bandiera) | A     | Attila Sallustro   |

## Calciomercato
| Acquisti | Acquisti            | Acquisti  | Acquisti   |
| R.       | Nome                | da        | Modalità   |
| -------- | ------------------- | --------- | ---------- |
| P        | Archimede Valeriani | Palermo   | definitivo |
| D        | Vittorio Scacchetti | Modena    | definitivo |
| D        | Giuseppe Piccolo    | Bagnolese | definitivo |
| C        | Camillo Fenili      | Lazio     | definitivo |
| C        | Vittorio Ramello    | Reggiana  | definitivo |
| C        | Adamo Roggia        | Novara    | definitivo |
| C        | Sandro Tiburzi      | Ternana   | definitivo |
| C        | Giuseppe Rizza      | Brescia   | definitivo |
| C        | Carlo Buscaglia     | Casale    | definitivo |

| Cessioni | Cessioni              | Cessioni  | Cessioni   |
| R.       | Nome                  | a         | Modalità   |
| -------- | --------------------- | --------- | ---------- |
| C        | Oreste Tosini         | Valenzana | definitivo |
| A        | Corrado Gariglio (II) | ?         | ?          |

## Risultati

### Divisione Nazionale (girone B)

#### Girone di andata
| Arbitro: | Mangano (Milano) |

|                                          |           |  |
| Buscaglia 7’ Sallustro 42’ Pampaloni 88’ | Marcatori |  |

| Arbitro: | Lenti (Genova) |

|  |           |               |
|  | Marcatori | 17’ Pampaloni |

| Arbitro: | Malagodi (Ferrara) |

|                        |           |  |
| Cidri 42’ Giuliani 87’ | Marcatori |  |

| Arbitro: | Rovida (Milano) |

|                                                            |           |                      |
| Ramello 30’, 56’ E. Ghisi 33’, 53’ Sallustro 37’, 39’, 61’ | Marcatori | 20’ Meucci 49’ Bassi |

| Arbitro: | Bonello (Venezia) |

|                                       |           |               |
| Pitto 29’, 52’ A.Busini 54’, 55’, 83’ | Marcatori | 80’ Sallustro |

| Arbitro: | Turbiani (Ferrara) |

|            |           |                 |
| Fenili 38’ | Marcatori | 53’ Prosperi II |

| Arbitro: | Rovida (Milano) |

|                         |           |                        |
| Pantani 14’ Padovan 24’ | Marcatori | 79’ Cassese 90’ Fenili |

| Arbitro: | U.Gama (Milano) |

|               |           |                           |
| Sallustro 27’ | Marcatori | 7’ E. Bodini 57’ Levratto |

| Arbitro: | Guarnieri (Milano) |

|                                         |           |                                                     |
| Pampaloni 2’ Sallustro 52’ Gariglio 78’ | Marcatori | 21’ (aut.) Pampaloni 59’ L.Bajardi 60’ Santagostino |

| Arbitro: | U. Gama (Milano) |

|                                                                                        |           |                             |
| Guizzardi 28’, 38’ Casanova 39’, 48’, 67’ Bertoli 75’ Bottazzi 84’ (rig.) Lombatti 89’ | Marcatori | 15’ Pampaloni 35’ Sallustro |

| Arbitro: | Osti (Ferrara) |

|                            |           |               |
| Vojak 17’ E.Borgo 27’, 51’ | Marcatori | 35’ Pampaloni |

| Arbitro: | Ferro (Milano) |

|                            |           |             |
| Sallustro 13’ Gariglio 79’ | Marcatori | 40’ Froglia |

| Arbitro: | Scarpi (Dolo) |

|                             |           |                             |
| G.Varalda 33’, 64’ Gaia 85’ | Marcatori | 55’ Pampaloni 66’ Buscaglia |

| Arbitro: | Carraro (Padova) |

|                                                                          |           |               |
| Meazza 4’, 27’, 50’ Rivolta 6’, 17’ Blasevich 23’ Visentin 62’ Conti 75’ | Marcatori | 88’ Pampaloni |

| Arbitro: | Lenti (Genova) |

|            |           |                               |
| Tiburzi 7’ | Marcatori | 73’ Radice 77’ (aut.) Ramello |

#### Girone di ritorno
| Verona 3 febbraio 1929 16ª giornata | Verona          | 0 – 0 | Napoli | Campo di Piazza Cittadella\| Arbitro: \| U.Gama (Milano) \| |
| Arbitro:                            | U.Gama (Milano) |       |        |                                                             |

| Arbitro: | Malagodi (Ferrara) |

|                                     |           |             |
| Buscaglia 5’, 46’, 61’ E. Ghisi 84’ | Marcatori | 51’ Gambino |

| Arbitro: | Carraro (Padova) |

|                                                     |           |  |
| Fenili 19’ Gariglio 65’ Buscaglia 69’ Sallustro 82’ | Marcatori |  |

| Arbitro: | Sani (Ferrara) |

|           |           |               |
| Bassi 63’ | Marcatori | 11’ Sallustro |

| Arbitro: | Lenti (Genova) |

|  |           |                                                |
|  | Marcatori | 10’, 58’ Della Valle 84’ A.Busini 86’ Muzzioli |

| Arbitro: | Guarnieri (Milano) |

|                                                          |           |                 |
| Dalle Vedove 43’ Ranelli 61’, 83’ Moroni 62’ Dossena 73’ | Marcatori | 71’ G.Innocenti |

| Arbitro: | Enrietti (Torino) |

|                                      |           |            |
| Buscaglia 6’, 87’ Sallustro 24’, 75’ | Marcatori | 63’ Gorini |

| Arbitro: | Mattea (Casale Monferrato) |

|                      |           |                 |
| Catto 25’ Bodini 29’ | Marcatori | 63’ G.Innocenti |

| Arbitro: | Ferro (Milano) |

|                                                 |           |                 |
| Casalino 25’, 85’ Zanello 32’ (rig.) Greppi 69’ | Marcatori | 77’ G.Innocenti |

| Arbitro: | Rovida (Milano) |

|                                               |           |                           |
| Buscaglia 3’ Sallustro 9’, 33’, 43’, 54’, 85’ | Marcatori | 63’ Bertoli 80’ Bezzecchi |

| Arbitro: | Dani (Genova) |

|                 |           |  |
| G.Innocenti 58’ | Marcatori |  |

| Arbitro: | Giorgi (Milano) |

|                    |           |                 |
| Froglia 63’ (rig.) | Marcatori | 25’ G.Innocenti |

| Arbitro: | Pessato (Monfalcone) |

|                                                        |           |  |
| Roggia 11’ Buscaglia 17’, 61’ Sallustro 23’ Fenili 86’ | Marcatori |  |

| Arbitro: | Ciamberlini (Genova) |

|                                             |           |               |
| Sallustro 3’, 9’ Buscaglia 16’ Gariglio 26’ | Marcatori | 77’ Serantoni |

| Roma 16 giugno 1929 30ª giornata | Lazio          | 0 – 0 | Napoli | Stadio della Rondinella\| Arbitro: \| Lenti (Genova) \| |
| Arbitro:                         | Lenti (Genova) |       |        |                                                         |

#### Spareggio (non omologato per delibera FIGC)
| Arbitro: | Carraro (Padova) |

|                                |           |                             |
| Sallustro 55’ G. Innocenti 69’ | Marcatori | 17’ Spivach 80’ C. Cevenini |

## Statistiche

### Statistiche di squadra
| Competizione        | Punti | In casa | In casa | In casa | In casa | In casa | In casa | In trasferta | In trasferta | In trasferta | In trasferta | In trasferta | In trasferta | In campo neutro | In campo neutro | In campo neutro | In campo neutro | In campo neutro | In campo neutro | Totale | Totale | Totale | Totale | Totale | Totale | DR |
| Competizione        | Punti | G       | V       | N       | P       | Gf      | Gs      | G            | V            | N            | P            | Gf           | Gs           | G               | V               | N               | P               | Gf              | Gs              | G      | V      | N      | P      | Gf     | Gs     | DR |
| ------------------- | ----- | ------- | ------- | ------- | ------- | ------- | ------- | ------------ | ------------ | ------------ | ------------ | ------------ | ------------ | --------------- | --------------- | --------------- | --------------- | --------------- | --------------- | ------ | ------ | ------ | ------ | ------ | ------ | -- |
| Divisione Nazionale | 29    | 15      | 10      | 2       | 3       | 46      | 20      | 15           | 1            | 5            | 9            | 15           | 44           | 1               | 0               | 1               | 0               | 2               | 2               | 31     | 11     | 8      | 12     | 63     | 66     | -3 |
| Totale              | 29    | 15      | 10      | 2       | 3       | 46      | 20      | 15           | 1            | 5            | 9            | 15           | 44           | 1               | 0               | 1               | 0               | 2               | 2               | 31     | 11     | 8      | 12     | 63     | 66     | -3 |

### Statistiche dei giocatori
| Giocatore     | Divisione Nazionale | Divisione Nazionale |
| Giocatore     | Presenze            | Reti                |
| ------------- | ------------------- | ------------------- |
| C. Buscaglia  | 24                  | 12                  |
| N. Cassese    | 27                  | 1                   |
| L. Catapano   | 1                   | 0                   |
| R. Di Martino | 28                  | 0                   |
| A. Favi       | 6                   | -15                 |
| C. Fenili     | 27                  | 4                   |
| D. Gariglio   | 30                  | 4                   |
| E. Ghisi      | 6                   | 3                   |
| P. Ghisi      | 16                  | 0                   |
| G. Innocenti  | 19                  | 6                   |
| P. Innocenti  | 14                  | 0                   |
| P. Pampaloni  | 15                  | 6                   |
| V. Pelvi      | 4                   | -17                 |
| Piccolo       | 0                   | 0                   |
| V. Ramello    | 16                  | 2                   |
| Rizza         | 0                   | 0                   |
| A. Roggia     | 29                  | 1                   |
| A. Sallustro  | 27                  | 22                  |
| V. Scacchetti | 19                  | 0                   |
| S. Tiburzi    | 3                   | 1                   |
| A. Valeriani  | 20                  | -32                 |
| B. Zoccola    | 0                   | 0                   |